# Mistrzostwa Panamerykańskie w Judo 1956
Mistrzostwa panamerykańskie odbywały się w dniach 15-21 kwietnia 1956 roku w Hawanie. W tabeli medalowej tryumfowali judocy z Brazylii i USA.

## Klasyfikacja medalowa
| Miejsce | Państwo           |   |   |   | Razem |
| ------- | ----------------- | - | - | - | ----- |
| 1       | Brazylia          | 3 | 3 | 0 | 6     |
| .       | Stany Zjednoczone | 3 | 3 | 0 | 6     |
| Razem   | Razem             | 6 | 6 | 0 | 12    |

## Medaliści

### Mężczyźni
| Konkurencja: | Złoto:               | Srebro:            | Brąz: |
| 1.er kyu     | Luis Alberto Mendoza | Charles Lomas      | ----  |
| 1.er dan     | Milton Rossi         | Tim Dalton         | ----  |
| 2.º dan      | Lavern Raab          | Shunji Hinata      | ----  |
| 3.er dan     | Frank Lescezynski    | Masaioshi Kawakami | ----  |
| 4.º dan      | Hikari Kurashi       | Kenzo Uyeno        | ----  |
| Open         | John Osako           | Masaioshi Kawakami | ----  |